# 特夫辛河谷国家公园
特夫辛河谷国家公园（瑞典語：Töfsingdalens nationalpark）是瑞典的一個國家公園，位於瑞典艾尔夫达伦市镇。特夫辛河谷国家公园成立於1930年，面積16.15 km2（6.24 sq mi）。